# Selma Ergeç

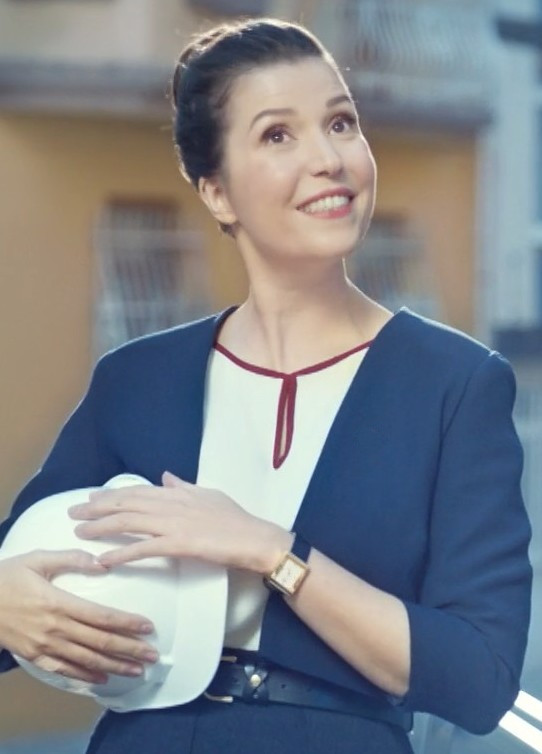
Selma Ergeç (2016)

Selma Ergeç (* 1. November 1978 in Hamm, Nordrhein-Westfalen) ist ein deutsch-türkisches Fotomodell und Schauspielerin.

## Werdegang
Nach begonnenem Medizinstudium in Deutschland wurde sie während eines Auslandspraktikums in der Heimat ihrer Eltern von einer Patientin auf ihr gutes Aussehen angesprochen und gefragt, warum sie Ärztin und nicht Model sei. Noch während dieses Türkeiaufenthalts wurde Ergeç, die sich daraufhin ermutigt in diese Richtung engagierte, von einer Istanbuler Modelagentur unter Vertrag genommen und begann mit ersten Modelaufträgen.
Später folgten Fernsehauftritte in Musikvideos, Werbespots und Serien. Ihre erste Schauspielerfahrung machte Ergeç in der Fernsehserie Yarım Elma (2002), wo sie, ohne dafür vorsprechen zu müssen, eine leichtgläubige und weniger intelligente Nachbarin mimen durfte, nachdem die ursprüngliche, Ergeç ähnelnde Darstellerin die Rolle nicht mehr spielen wollte.
Eine der ersten Modezeitschriften, in der die deutsche Medizinstudentin erschien, war die türkische Marie Claire.
Nachdem sich erste Erfolge eingestellt hatten, brach die Deutschtürkin ihr Medizinstudium ab und avancierte als Model zum Liebling der jungen türkischen Designerszene. Viel Zusammenarbeit gab es auch mit dem bekanntesten Modedesigner der Türkei, Hakan Yıldırım, für den sie auf nationalen und internationalen Modeschauen lief.
2005 verfasste das Model einen Beitrag für die in Deutschland erschienene deutsch-türkische Anthologie Was lebst Du?, in der junge Deutschtürken über ihr mehr oder minder zwischen zwei Kulturen stattfindendes Leben berichten.
Ab 2005 begann ihre Karriere als Schauspielerin: In der Literaturverfilmung nach Ahmet Ümit Sis ve gece (2007), einem Film, der auf dem Istanbul International Film Festival für die Goldene Tulpe nominiert wurde, spielte sie eine beachtete Kinohauptrolle.
Ergeç hat ihren Lebensmittelpunkt seit Jahren in der Türkei. Sie spielte in der erfolgreichen Serie Asi als Defne und in Muhteşem Yüzyıl als Hatice Sultan.

## Filmografie

### Kino
- 2006: The Net 2.0
- 2006: Beş vakit
- 2007: Sis ve gece
- 2010: Ses
- 2014: Kirimli

### TV
- 2002: Yarım elma
- 2005: Şöhret
- 2005: Körfez ateşi
- 2007: Asi
- 2009: Hırçın  Kız
- 2010: Kalp Ağrısı
- 2011–2013: Muhteşem Yüzyıl
- 2013: Senin Hikayen
- 2014: Gönül İşleri
- 2021: Camdaki Kız
- 2021: Atiye (Netflix)